# Robert Arnauld d'Andilly
Robert Arnauld d'Andilly (Parigi, 28 maggio 1589 – Port-Royal des Champs, 27 settembre 1674) è stato un politico, poeta e scrittore francese.
Appartenente alla nobile famiglia degli Arnauld era il primogenito dei dieci figli sopravvissuti di Antoine Arnauld (1560-1619) e fratello della badessa di Port-Royal Angélique Arnauld. Fu consigliere di Stato, specialista nelle questioni finanziarie, vicino a Maria de' Medici. Per l'eleganza del suo linguaggio è considerato uno dei più grandi poeti e scrittori francesi del XVII secolo.
Credente cattolico, Arnauld ha avuto un ruolo importante nella storia del giansenismo, essendo stato uno dei "Solitari" di Port-Royal des Champs dove si ritirò nel 1643. 
Appassionato di frutticoltura, ha avuto un ruolo significativo nello sviluppo dell'arte della potatura degli alberi da frutta.